# 四吡咯

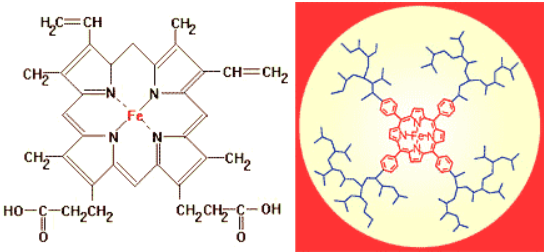
以血红素为例的环状四吡咯的化学式。

四吡咯（Tetrapyrroles）是一類化合物，除了其中的咕啉（corrin）之外，该种类化合物的其它物种含有4個吡咯，且這4個吡咯是經由單碳（如亞甲基或次甲基）橋進行連結，可分為線性或環狀兩大類。
而咕啉也含有四个吡咯环，但仅有三个单碳桥，结构可参见维他命B12。
線性四吡咯含有3個單碳橋，包括：
- 膽色烷（Bilane），例如膽色素。
- 藻膽素（Phycobilin），可見於藍綠菌。

環狀四吡咯含有4個單碳橋，包括：
- 卟啉（Porphyrins），如血紅素。
- 葉綠素（Chlorophylls）。